# Friktionit
Friktionit ist die Bezeichnung für ein metamorphes Gestein, welches zumindest angeschmolzen und oberflächennah durch Reibung entstanden ist und dessen Bildung auf exogene, ausschließlich durch Gravitation bedingte Vorgänge zurückzuführen ist. Auslöser für die Bildung sind umfangreiche Bergstürze.

## Entstehung und Abgrenzung des Begriffs
Die Bezeichnung wurde erstmals im Jahr 1977 in einer Arbeit vorgeschlagen, die sich mit den physikalischen Möglichkeiten der Entstehung von Gesteinsschmelzen bei Bergstürzen am Beispiel der seit langem bekannten Lokalität von Köfels im Ötztal auseinandersetzt. Der Begriff fand aber zunächst nur begrenzte Verbreitung. In der Literatur werden diese Gesteine daher auch teilweise als Hyalomylonite oder Pseudotachylite geführt. Auch die Nomenklaturempfehlungen der International Union of Geological Sciences für metamorphe Gesteine kennen den Begriff nicht.
In jüngerer Zeit wurden dann nicht nur immer mehr Fundstellen für derartige Gesteine bekannt, sondern es wurde auch deutlich, dass diese sich von den (üblicherweise an tektonische Bruchflächen gebundenen) Pseudotachyliten unterscheiden lassen. Die Verwendung des Begriffs in der wissenschaftlichen Literatur hat im Zuge dieser Entwicklung zugenommen.

## Beispiele
Klassisches Beispiel für ein derartiges Gestein ist der Köfelsit aus Österreich sowie sein Pendant vom Tsergo Ri aus der Region Langtang in Nepal. In der jüngeren Literatur werden noch weitere Fundorte (hauptsächlich im Himalaya und den Anden gelegen) genannt.

## Differentialdiagnose
Friktionit unterscheidet sich von „klassischem“ Pseudotachylit unter anderem durch die Form seines lagenförmigen Auftretens an der Basis dislozierter Gesteinskörper, wobei diese Lagen zwar meist nicht mächtiger werden als einige Zentimeter, jedoch über kilometerweite Distanzen im Gelände nachweisbar sein können. Klassische Pseudotachylite finden sich demgegenüber in faltenparallelen Lagen mit Intrusionsvenen im Nebengestein, wobei die Mächtigkeit dieser Lagen mehrere Dezimeter erreichen kann.
Daneben sind Friktionite häufiger blasig bis bimssteinartig-schaumig ausgebildet, während Pseudotachylite meist dichte Gesteine sind.